# Pont de Chaulière
Le pont de l’Artuby ou pont de Chaulière est un pont en arc sur l'Artuby, situé sur la route départementale RD 71 entre les territoires des communes d'Aiguines et de Trigance, dans le département français du Var.

## Description
Le pont sur l'Artuby a été construit en béton armé entre 1938 et 1940 par l'entreprise Thorrand et Cie de Nice. Il a été conçu par le bureau d'études Pelnard-Considère et Caquot. Il doit son nom aux gorges qu'il permet de franchir, reliant ainsi les deux rives de l'Artuby, au lieu-dit la Mescla, qui se jette ensuite dans le Verdon.
Il est composé d’une arche unique de 107 mètres et surplombe d’une hauteur de 138 mètres. C’est le plus haut pont d’Europe permettant la pratique du saut à l'élastique.
Longueur : 142 m
Portée principale : 110 m

Hauteur : 182 m

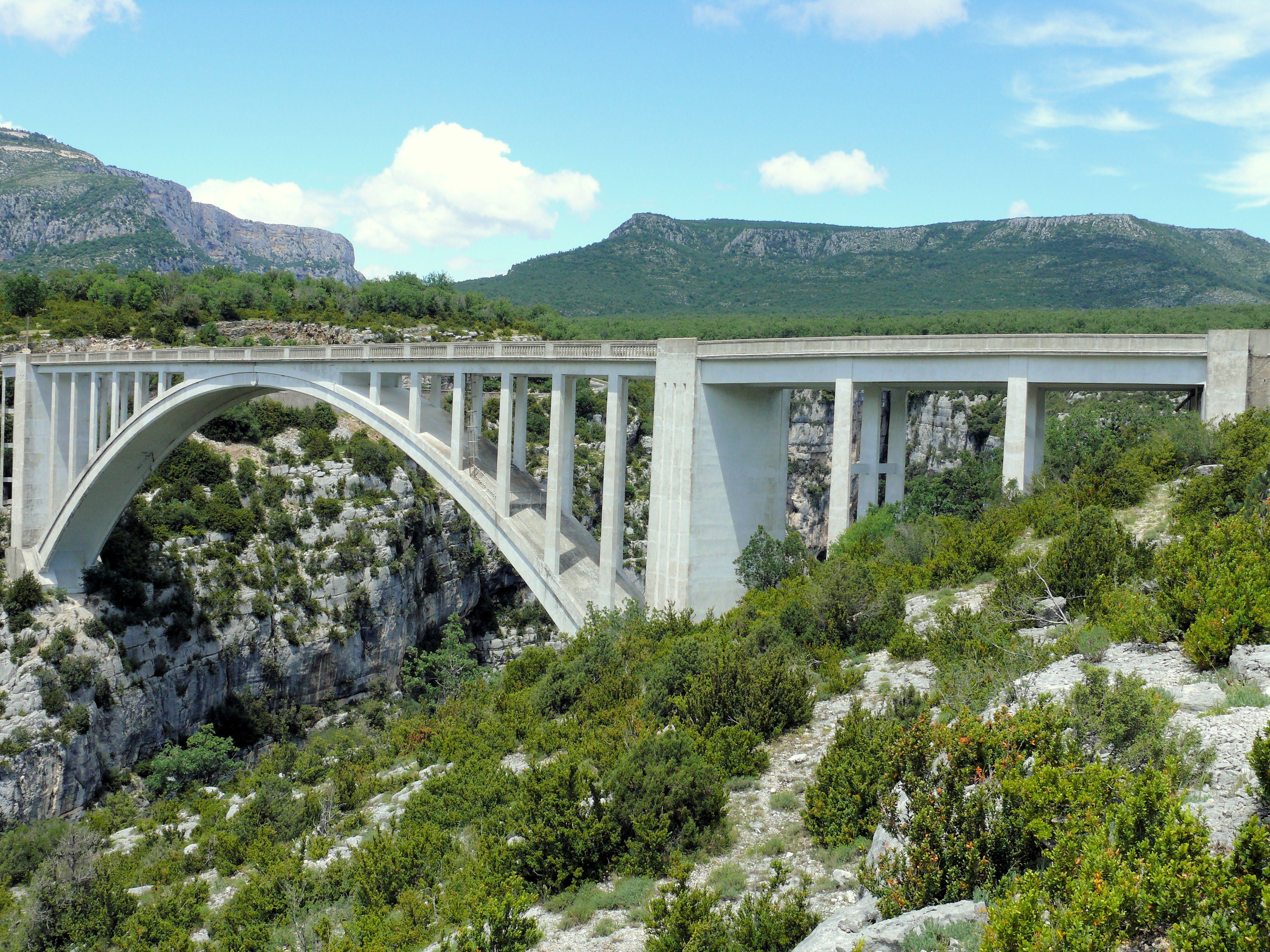
Pont sur l'Artuby ou pont de Chaulière.